# Золотой орёл (кинопремия, 2019)
17-я церемония вручения наград премии «Золотой орёл» за заслуги в области российского кинематографа и телевидения за 2018 год состоялась 25 января 2019 года в первом павильоне киноконцерна «Мосфильм». Номинанты были объявлены 26 декабря 2018 года.

## Список лауреатов и номинантов

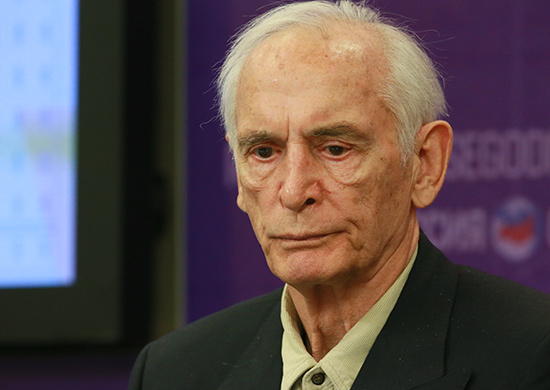
Василий Лановой

• Победители выделены отдельным цветом. 
| Категории                                                                                     | Лауреаты и номинанты |
| --------------------------------------------------------------------------------------------- | --- |
| Лучший игровой фильм (Награды вручали Ирина Мирошниченко и Василий Лановой)                   | • Война Анны (режиссёр: Алексей Федорченко; продюсеры: Андрей Савельев, Артём Васильев, Максим Ложевский)                                                         |
| Лучший игровой фильм (Награды вручали Ирина Мирошниченко и Василий Лановой)                   | • Движение вверх (режиссёр: Антон Мегердичев; продюсеры: Леонид Верещагин, Антон Златопольский, Никита Михалков)                                                  |
| Лучший игровой фильм (Награды вручали Ирина Мирошниченко и Василий Лановой)                   | • История одного назначения (режиссёр: Авдотья Смирнова; продюсеры: Наталья Смирнова, Оксана Барковская, Анатолий Чубайс, Сергей Сельянов, Виктория Шамликашвили) |
| Лучший игровой фильм (Награды вручали Ирина Мирошниченко и Василий Лановой)                   | • Лёд (режиссёр: Олег Трофим; продюсеры: Михаил Врубель, Александр Андрющенко, Фёдор Бондарчук, Дмитрий Рудовский, Вячеслав Муругов)                              |
| Лучший игровой фильм (Награды вручали Ирина Мирошниченко и Василий Лановой)                   | • Спитак (режиссёр: Александр Котт; продюсеры: Тереза Варжапетян, Елена Гликман)                                                                                  |
| Лучший телефильм или мини-сериал (до 10 серий) (Награду вручал Эрнест Мацкявичюс)             | • Sпарта (режиссёр: Егор Баранов; продюсер: Александр Цекало) |
| Лучший телефильм или мини-сериал (до 10 серий) (Награду вручал Эрнест Мацкявичюс)             | • Обычная женщина (режиссёр: Борис Хлебников; продюсеры: Валерий Федорович, Евгений Никишов, Александр Плотников, Альберт Рябышев)                                |
| Лучший телефильм или мини-сериал (до 10 серий) (Награду вручал Эрнест Мацкявичюс)             | • Остаться в живых (режиссёр: Андрей Малюков; продюсеры: Андрей Анохин, Александр Кушаев, Олег Кириллов)                                                          |
| Лучший телевизионный сериал (более 10 серий) (Награду вручала Татьяна Ремезова)               | • Хождение по мукам (режиссёр: Константин Худяков продюсеры: Тимур Вайнштейн, Алексей Земский, Юрий Сапронов)                                                     |
| Лучший телевизионный сериал (более 10 серий) (Награду вручала Татьяна Ремезова)               | • Берёзка (режиссёр: Александр Баранов; продюсеры: Александр Кушаев, Ирина Смирнова)                                                                              |
| Лучший телевизионный сериал (более 10 серий) (Награду вручала Татьяна Ремезова)               | • Мост (режиссёры: Константин Статский, Максим Василенко продюсеры: Тимур Вайнштейн, Юлия Сумачёва)                                                               |
| Лучший неигровой фильм (Награду вручал Сергей Мирошниченко)                                   | • Медведи Камчатки. Начало жизни (режиссёры: Ирина Журавлёва, Владислав Гришин)                                                                                   |
| Лучший неигровой фильм (Награду вручал Сергей Мирошниченко)                                   | • Довженко. Жизнь в цвету (режиссёр: Е. Тютина) |
| Лучший неигровой фильм (Награду вручал Сергей Мирошниченко)                                   | • Параджанов. Тарковский. Антипенко. Светотени (режиссёр: Андрей Осипов)                                                                                          |
| Лучший короткометражный фильм                                                                 | • Материя (режиссёры: Юрий Зайцев, Марина Жигалова-Озкан) |
| Лучший короткометражный фильм                                                                 | • Твою мать! (режиссёр: Виктория Рунцова) |
| Лучший короткометражный фильм                                                                 | • Фокусы Менделя (режиссёр: Татьяна Федоровская) |
| Лучший анимационный фильм                                                                     | • Гофманиада (режиссёр: Станислав Соколов) |
| Лучший анимационный фильм                                                                     | • Матрос Пётр Кошка (режиссёр: Валентин Телегин) |
| Лучший анимационный фильм                                                                     | • Пять минут до моря (режиссёр: Наталья Мирзоян) |
| Лучшая режиссёрская работа (Награду вручал Николай Фоменко)                                   | • Алексей Федорченко — «Война Анны» |
| Лучшая режиссёрская работа (Награду вручал Николай Фоменко)                                   | • Антон Мегердичев — «Движение вверх» |
| Лучшая режиссёрская работа (Награду вручал Николай Фоменко)                                   | • Авдотья Смирнова — «История одного назначения» |
| Лучший сценарий (Награды вручала Виктория Толстоганова)                                       | • Авдотья Смирнова, Анна Пармас, Павел Басинский — «История одного назначения»                                                                                    |
| Лучший сценарий (Награды вручала Виктория Толстоганова)                                       | • Николай Куликов, Андрей Курейчик — «Движение вверх» |
| Лучший сценарий (Награды вручала Виктория Толстоганова)                                       | • Андрей Золотарёв, Олег Маловичко — «Лёд» |
| Лучшая мужская роль в кино                                                                    | • Владимир Машков — «Движение вверх» |
| Лучшая мужская роль в кино                                                                    | • Александр Петров — «Гоголь. Вий» (за роль Н. В. Гоголя) |
| Лучшая мужская роль в кино                                                                    | • Александр Петров — «Лёд» |
| Лучшая женская роль в кино (Награду вручал Сергей Гармаш)                                     | • Аглая Тарасова — «Лёд» |
| Лучшая женская роль в кино (Награду вручал Сергей Гармаш)                                     | • Марта Козлова — «Война Анны» |
| Лучшая женская роль в кино (Награду вручал Сергей Гармаш)                                     | • Алёна Чехова — «Прощаться не будем» |
| Лучшая мужская роль второго плана (Награду вручал Николай Фоменко)                            | • Кирилл Зайцев — «Движение вверх» (за роль Сергея Белова) |
| Лучшая мужская роль второго плана (Награду вручал Николай Фоменко)                            | • Олег Меньшиков — «Гоголь. Страшная месть» |
| Лучшая мужская роль второго плана (Награду вручал Николай Фоменко)                            | • Андрей Смоляков — «Движение вверх» (за роль Григория Моисеева)                                                                                                  |
| Лучшая женская роль второго плана (Награду вручал Николай Фоменко)                            | • Светлана Ходченкова — «Довлатов» |
| Лучшая женская роль второго плана (Награду вручал Николай Фоменко)                            | • Ирина Горбачёва — «История одного назначения» (за роль Софьи Андреевны Толстой)                                                                                 |
| Лучшая женская роль второго плана (Награду вручал Николай Фоменко)                            | • Мария Аронова — «Лёд» |
| Лучшая мужская роль на телевидении (Награду вручал Игорь Верник)                              | • Александр Петров — «Sпарта» |
| Лучшая мужская роль на телевидении (Награду вручал Игорь Верник)                              | • Андрей Смоляков — «Операция „Сатана“» |
| Лучшая мужская роль на телевидении (Награду вручал Игорь Верник)                              | • Андрей Мерзликин — «Хождение по мукам» |
| Лучшая женская роль на телевидении (Награду вручал Игорь Верник)                              | • Анна Михалкова — «Обычная женщина» |
| Лучшая женская роль на телевидении (Награду вручал Игорь Верник)                              | • Лидия Вележева — «Берёзка» |
| Лучшая женская роль на телевидении (Награду вручал Игорь Верник)                              | • Анна Чиповская — «Хождение по мукам» |
| Лучшая операторская работа (Награду вручала Виктория Толстоганова)                            | • Игорь Гринякин — «Движение вверх» |
| Лучшая операторская работа (Награду вручала Виктория Толстоганова)                            | • Алишер Хамидходжаев — «Война Анны» |
| Лучшая операторская работа (Награду вручала Виктория Толстоганова)                            | • Михаил Милашин — «Лёд» |
| Лучшая работа художника-постановщика                                                          | • Елена Жукова — «Гоголь. Вий» |
| Лучшая работа художника-постановщика                                                          | • Елена Жукова — «Гоголь. Страшная месть» |
| Лучшая работа художника-постановщика                                                          | • Анастасия Каримулина — «История одного назначения» |
| Лучшая работа художника по костюмам                                                           | • Виктория Игумнова — «Гоголь. Вий» |
| Лучшая работа художника по костюмам                                                           | • Виктория Игумнова — «Гоголь. Страшная месть» |
| Лучшая работа художника по костюмам                                                           | • Татьяна Патрахальцева — «История одного назначения» |
| Лучшая музыка к фильму (Награды вручал Алексей Рыбников)                                      | • Антон Беляев, Дмитрий Селипанов — «Лёд» |
| Лучшая музыка к фильму (Награды вручал Алексей Рыбников)                                      | • Марк Дорбский — «Непрощённый» |
| Лучшая музыка к фильму (Награды вручал Алексей Рыбников)                                      | • Юрий Потеенко — «Рубеж» |
| Лучший монтаж фильма (Награды вручал Дмитрий Астрахан)                                        | • Пётр Зеленов, Антон Мегердичев, Вазген Каграманян — «Движение вверх»                                                                                            |
| Лучший монтаж фильма (Награды вручал Дмитрий Астрахан)                                        | • Александр Андрющенко — «Лёд» |
| Лучший монтаж фильма (Награды вручал Дмитрий Астрахан)                                        | • Николай Ряховский, Ольга Гриншпун — «Спитак» |
| Лучшая работа звукорежиссёра (Награду вручал Алексей Рыбников)                                | • Алексей Самоделко — «Движение вверх» |
| Лучшая работа звукорежиссёра (Награду вручал Алексей Рыбников)                                | • Сергей Большаков, Андрей Бельчиков — «Лёд» |
| Лучшая работа звукорежиссёра (Награду вручал Алексей Рыбников)                                | • Сергей Большаков, Андрей Бельчиков — «Рубеж» |
| Лучшая работа художника по гриму и пластическим спецэффектам (Награду вручал Евгений Стычкин) | • Марина Евсеенко — «Спитак» |
| Лучшая работа художника по гриму и пластическим спецэффектам (Награду вручал Евгений Стычкин) | • Тамара Фрид — «Гоголь. Вий» |
| Лучшая работа художника по гриму и пластическим спецэффектам (Награду вручал Евгений Стычкин) | • Галина Пономарёва, Елена Дмитриенко — «История одного назначения»                                                                                               |
| Лучшие визуальные эффекты (Награду вручал Дмитрий Астрахан)                                   | • Студия CGF — «Движение вверх» |
| Лучшие визуальные эффекты (Награду вручал Дмитрий Астрахан)                                   | • «Амальгама» — «Гоголь. Вий» |
| Лучшие визуальные эффекты (Награду вручал Дмитрий Астрахан)                                   | • Студия Pixel Bears VFX — «Лёд» |
| Лучший зарубежный фильм в российском прокате                                                  | • Три билборда на границе Эббинга, Миссури / Three Billboards Outside Ebbing, Missouri (Великобритания, США) — прокатчик: XX Век Fox (СНГ)                        |
| Лучший зарубежный фильм в российском прокате                                                  | • Звезда родилась / A Star Is Born (США) — прокатчик: «Каро Премьер»                                                                                              |
| Лучший зарубежный фильм в российском прокате                                                  | • Форма воды / The Shape of Water (США) — прокатчик: XX Век Fox (СНГ)                                                                                             |

### Специальная награда
- За вклад в киноискусство — Василий Лановой 
(Награду вручала Ирина Мирошниченко)

## Статистика
Количество номинаций:
Кино:
- 6/10: «Движение вверх»
- 2/10: «Лёд»
- 1/7: «История одного назначения»
- 2/5: «Гоголь. Вий»
- 2/4: «Война Анны»
- 0/3: «Гоголь. Страшная месть»
- 1/3: «Спитак»
- 0/2: «Рубеж»

Телевидение:
- 1/3: «Хождение по мукам»
- 2/2: «Sпарта»
- 1/2: «Обычная женщина»
- 0/2: «Берёзка»